# Al·la Pugatxova
Al·la Pugatxova (rus: Алла Борисовна Пугачёва)  (Moscou, 15 d'abril de 1949), nom complet amb patronímic Al·la Boríssovna Pugatxova, és una cantant i actriu russa extremadament popular a Rússia i als països de l'antic bloc soviètic, com ho testimonien les vendes dels seus discos i el nombre d'emissions que li són consagrades a la televisió russa. Va començar la seva carrera el 1965 i és apreciada per les diferents generacions. És regularment objecte d'articles en la premsa popular i les rúbriques People sobre la seva carrera i la seva vida privada. Per a alguns, és l'encarnació de la cultura popular que tenia el suport de l'Estat i per campanyes mediàtiques regulars i repetitives. Ha ajudat al llarg de la seva carrera altres cantants totalment desconeguts a fer-se cèlebres.

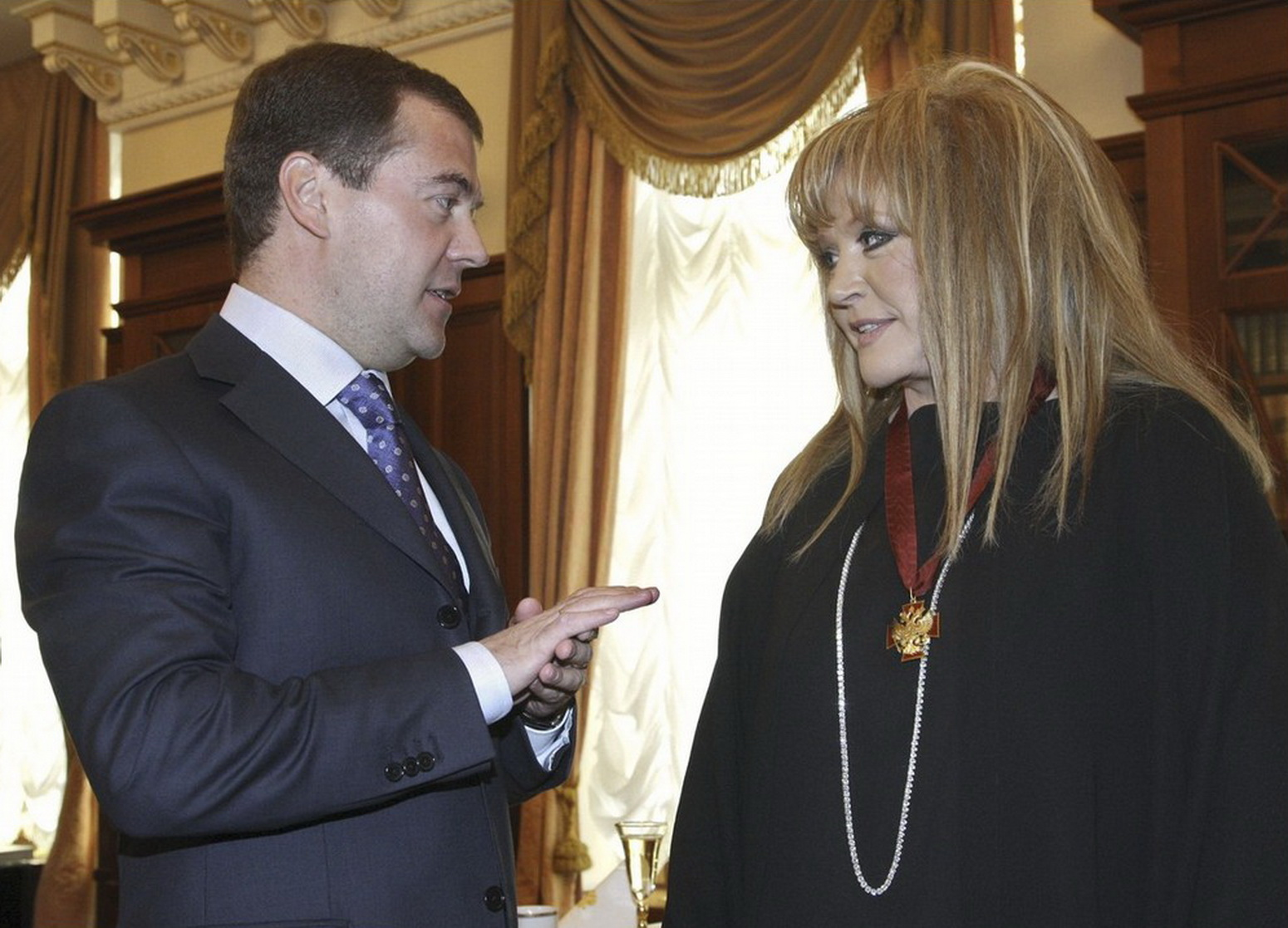
Al·la Boríssovna Pugatxova en companyia de Dmitri Medvédev en el moment que aquest li lliura l'Orde al mèrit de la pàtria en el seu anniversari (2009)

Al llarg dels anys de la seva activitat creativa, que va començar a mitjans dels anys seixanta, Pugacheva va influir en l'art dels intèrprets dels anys 90 del segle XX i les generacions següents, així com en la consciència de la gent dels països de l'antiga URSS i d'altres països d’Europa de l'Est, els Estats Bàltics i Àsia Central. Va encarnar la imatge d'una dona forta i lliure. Els mitjans van comparar Pugacheva amb Madonna i la van anomenar la Madonna russa.

## Biografia
De petita, Al·la Pugatxova ja s'apassionava per la música. Encara anava a l'escola quan va començar la seva carrera de cantant.
Abans de llançar-se a una carrera professional en solitari, col·labora amb nombrosos conjunts musicals soviètics. La cantant realitza innombrables concerts, entre els quals: «La dona que canta» (1979), «Els monòlegs d'una cantant» (1981), i, la representació teatralitzada «Jo he vingut i parlo» (1984).
Al·la Pugatxova participa en desenes de festivals i de concursos de la cançó i fa concerts a Rússia i a l'estranger. Les seves gires tindran lloc als Estats Units, a Alemanya, a Suïssa, a l'Índia, a França, a Itàlia, a Hongria, a Suècia, a Iugoslàvia, a Romania, a Israel, a Polònia, a Finlàndia, al Japó, a Corea del Nord, a Austràlia, entre d'altres, i tindran sempre un èxit impressionant.
El setembre de 1988, Al·la acaba la seva primera gira als Estats Units amb un concert al reputat Carnegie Hall de Nova York.
La cantant col·labora amb nombrosos cantants i compositors russos i estrangers, entre els quals: Aleksandr Zatsepin, Raimonds Pauls, Ígor Nikolàiev, Iuri Txernavski, Joe Dassin (els dos artistes fan un concert a la inauguració de l'hotel Cosmos, a Moscou, el juliol de 1979), o Udo Lindenberg.
A Rússia, Al·la Pugatxova és considerada com la cantant més important dels últims decennis, com ho testimonia el seu sobrenom de Prima donna.

## Influència en la cultura popular
El 2022, la cantant letona Laima Vaikule va assenyalar que Pugatxova va donar llibertat en l'art i llibertat d'expressió a persones de tots els països de l'antiga URSS. Vaikule també va assenyalar que Pugatxova va ser i segueix sent la principal estrella russa. Una opinió similar va ser expressada per altres intèrprets d'Europa de l'Est, els Estats Bàltics i Àsia Central, com ara la banda kazakh A' Studio, la cantant tadika Manija, la cantant russa Valeri Leóntiev, la cantant ucraïnesa Svetlana Loboda i altres.
El cantautor italià Toto Cutugno va assenyalar que considera Pugatxova una cantant destacada; Una opinió similar va ser expressada pel músic suec, membre del grup pop ABBA Björn Ulvaeus.
El crític musical Alexey Mazhaev, en una ressenya de l'àlbum de Pugatxova How perturbing this Path is, va assenyalar una combinació de diferents gèneres: folk (Stairs), reggae (Hold Me, straw), blues (That is how it Happened), estil gitano (Cançó vella). Mazhaev també va assenyalar que en 12 de les 16 composicions, la cantant va escriure la música ella mateixa, demostrant tècniques vocals i habilitats d'actuació completament diferents.
Les versions de cançons del repertori de Pugatxova han estat gravades per artistes de pop, rock i hip-hop d'arreu del món, com Patricia Kaas (I Like It), Lara Fabian (Love Like a Dream), Muslim Magomayev ( Every night and Every Day), Bi-2 (Paper Kite), Tokiko Kato (Millions of Scarlet Roses) i altres. A més, 50 Cent va utilitzar una mostra de la cançó Shakespeare's Sonnet del repertori de Pugatxova al seu èxit Piggy Bank.
L'any 2021, segons el Centre Romir d'Investigació de l'Opinió Pública, Pugatxova va ocupar el primer lloc en el rànquing dels Músics més influents de Rússia.
El 2022, la cantant letona Laima Vaikule va assenyalar que Pugatxova era i continua sent la principal estrella russa. En anys anteriors, altres artistes d'Europa de l'Est i Àsia Central van expressar opinions similars, com ara el grup kazakh A'Studio, la cantant tadika Manija, la cantant russa Valeri Leóntiev i altres.

## Vida privada

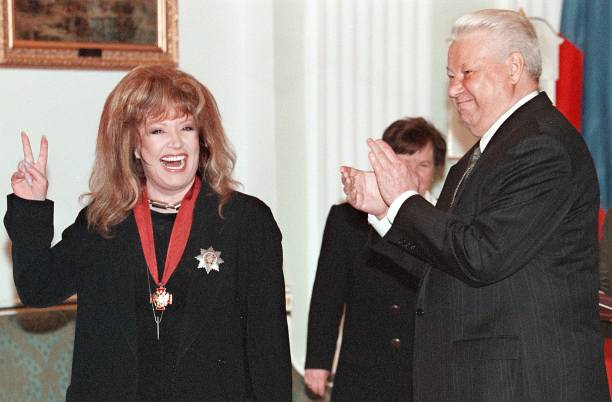
El 15 d'abril de 1999, el president Borís Ieltsin atorga a Pugatxova l’Ordre de 2n Grau "Per al mèrit de la Pàtria".

El 1969 es va casar amb l'intèrpret de circ lituà Mykolas Orbakas, i el 25 de maig de 1971 va donar a llum una filla, Kristina Orbakaitė, que també és una cantant popular. Pugatxova es va divorciar d'Orbakas després de quatre anys de matrimoni el 1973. Es va casar amb el director de cinema Alexander Stefanovitx (1945–2021) el 1976 i va protagonitzar diverses de les seves pel·lícules. El matrimoni es va dissoldre l'any 1980 després d'un llarg procés relatiu al repartiment dels béns dels esposos, entre els quals es trobava, com a centre de les disputes, la luxosa casa d'Al·la Pugatxova
El 1985, Pugatxova es va casar amb el productor Yevgeniy Boldin, amb qui va tenir nombroses col·laboracions professionals. Va tenir una relació laboral i romàntica amb un jove músic i cantant, Vladimir Kuzmin durant aquest període. El 1993, es va divorciar de Yevgeniy Boldin afirmant que la seva vida professional interferia massa amb la seva vida personal.
El 1994, es va casar amb un cantant de pop, Philipp Kirkorov, molt més jove que ella (té la meitat de la seva edat) i anuncien públicament el seu divorci el novembre de 2005.
El 23 de desembre de 2011, Pugatxova es va casar amb el parodista i presentador Maxim Galkin, que és 27 anys més jove, el que provoca la riota de certs periodistes de premsa rosa. L'ajuda a consolidar la seva carrera a l'espectacle. La parella té dos bessons a càrrec d'una mare de substitució.

## Activitats polítiques i socials
De 1963 a 1977, a partir dels catorze anys, Pugatxova va ser membre del Komsomol.
El dia de l'intent de cop d'estat soviètic de 1991, mentre estava a Odessa en companyia de Mikhail Zhvanetski, va expressar la confiança que no hi hauria marxa enrere, que el seu temps havia passat.
El juny de 1996, Pugatxova va participar activament en la gira pre-electoral de la campanya presidencial de Borís Ieltsin Vota o perd. Més tard, no va amagar que havia agafat molts diners per les seves actuacions als concerts com a part d'aquesta campanya electoral. El 14 de juny de 1996, dos dies abans de la votació, es va emetre una entrevista amb Leonid Parfyonov al programa Heroi del Dia del canal NTV, en què Pugatxova va demanar a tots els russos que votessin a Ieltsin.
El 1998, Pugatxova va donar suport a Valery Zubov com a candidat a la governació del Krai de Krasnoiarsk.
De 1998 a 2007, Pugatxova va ser ambaixadora de bona voluntat d'UNICEF.
El desembre de 2005, Pugatxova es va convertir en membre de la Cambra Cívica sota el president de la Federació Russa, on va treballar en temes de desenvolupament social fins al 2008.
Per a les eleccions legislatives russes de 2007, Pugatxova va protagonitzar un vídeo de campanya de Rússia Unida.

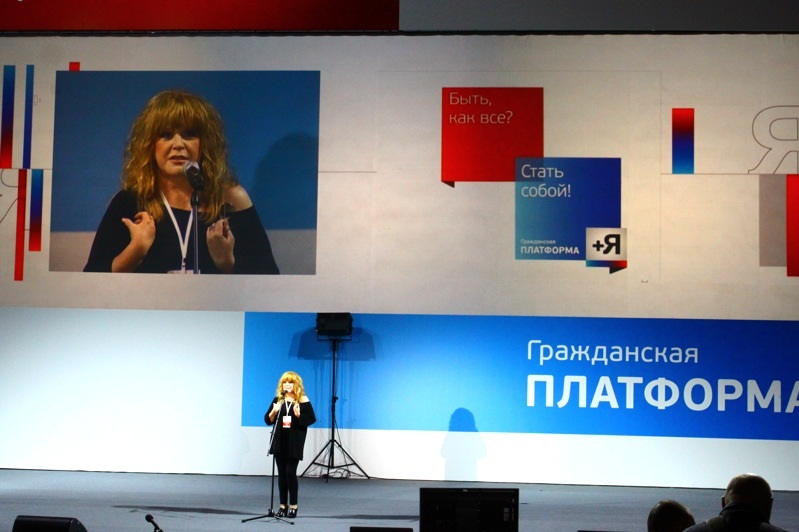
Discurs al congrés del partit Plataforma Cívica (2012)

Des de setembre de 2011, Pugatxova ha donat suport obertament al polític Mikhail Prokhorov. Ella es va declarar disposada a unir-se al seu partit, després es va incorporar al seu Consell Públic; juntament amb Andrei Makarevitx, va cantar la cançó Sami visoki (El més alt) sobre ell, i també va participar en diverses rodes de premsa de Prokhorov i congressos del consell públic del partit de la Plataforma Cívica. El 14 de setembre va participar en el congrés del partit. No obstant això, després de la destitució del seu líder, l'endemà del congrés en una reunió de partidaris de Mikhail Prokhorov, va abandonar el partit, culpant Vladislav Surkov del que va passar.
Pugatxova va ser ambaixadora de bona voluntat d'UNICEF.[33]
El 2012, Pugatxova va donar suport al grup punk Pussy Riot.
Al·la és considerada com una icona gai a Rússia per la comunitat LGBT russa.
Pugatxova va ocupar el segon lloc en el rànquing de les 100 dones més influents de Rússia (Ogoniok, 2012) i el 4t en el rànquing de Les dones més intel·ligents de Rússia (Russian Public Opinion Research Center, 2012).

### Guerra a Ucraïna
El març de 2014, Pugatxova va signar una petició contra la persecució d’Andrei Makarevitx, que va protestar contra l’annexió de Crimea i la Guerra al Donbàs.
El març de 2022, Pugatxova i Galkin, la mare dels quals és jueva, van abandonar Rússia cap a Israel després de la Invasió russa d'Ucraïna del 2022. L'agost de 2022, Pugatxova va tornar a Rússia amb l'esperança de netejar l'embolic al cap de la gent. El setembre de 2022, després que el seu marit fos declarat agent estranger, va parlar públicament condemnant la guerra i les morts inútils d'homes russos que es veuen obligats a morir sense cap motiu. També va demanar al Ministeri de Justícia que la declarés agent estranger.
| « | Прошу зачислить меня в ряды иноагентов моей любимой страны, ибо я солидарна со своим мужем, честным, порядочным и искренним человеком, настоящим и неподкупным патриотом России, желающим Родине процветания, мирной жизни, свободы слова и прекращения гибели наших ребят за иллюзорные цели, делающие нашу страну изгоем и утяжеляющие жизнь наших граждан. | » |
| — Demano que m'inscrigui a la llista d'agents estrangers del meu estimat país, perquè sóc solidària amb el meu marit, una persona honesta, decent i sincera, un patriota veritable i incorruptible de Rússia que desitja a la Pàtria prosperitat, vida pacífica i llibertat d'expressió i fi de la mort dels nostres homes pels objectius il·lusoris que fan del nostre país un paria i dificulten la vida als nostres ciutadans., Al·la Pugatxova sobre la guerra a Ucraïna, 18 de setembre de 2022 | |   |

Les autoritats russes van començar a investigar Pugacheva per "desacreditar" l'exèrcit rus segons les lleis de censura de la Guerra de 2022. L'octubre de 2022, Pugacheva va revelar que havia tornat a marxar de Rússia cap a Israel. El novembre de 2023, Pugacheva va tornar a Rússia durant uns dies abans de marxar de nou cap a Letònia.
El grup pop britànic Pet Shop Boys va donar suport a Pugacheva. Els membres de la banda van dir que admiraven el seu coratge i honestedat. El músic de rock alemany Udo Lindenberg i la cantant ucraïnesa Svetlana Loboda també van expressar paraules de suport a Pugacheva.

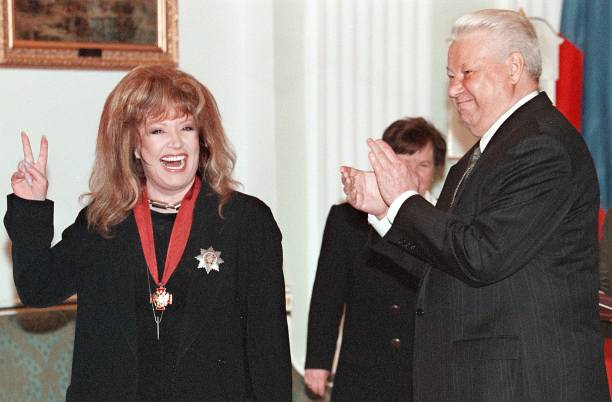
El 15 d'abril de 1999, el president Borís Ieltsin atorga a Pugacheva l’Ordre de 2n Grau Per al mèrit de la Pàtria.

## Premis i condecoracions
- Orde del mèrit a la pàtria 2a classe (15 d'abril del 1999) i 3a classe (15 d'abril del 2009)
- Orde de l'amistat (Azerbaidjan)
- Artista del Poble de l'URSS (arts escèniques)
- Artista del Poble de la RSFSR
- Artista d'Honor de la RSFSR
- Premi Estatal de la Federació de Rússia
- Orde de Sant Maixtots
- 100 Dones de la BBC[63]